# Табановић (Мионица)
Табановић је насеље у Србији у општини Мионица у Колубарском округу. Према попису из 2022. било је 271 становника.

## Демографија
У насељу Табановић живи 326 пунолетних становника, а просечна старост становништва износи 44,1 година (43,5 код мушкараца и 44,7 код жена). У насељу има 110 домаћинстава, а просечан број чланова по домаћинству је 3,53.
Ово насеље је великим делом насељено Србима (према попису из 2002. године), а у последња три пописа, примећен је пад у броју становника.
|  |

| Демографија | Демографија | Демографија |
| Година      | Становника  | Становника  |
| ----------- | ----------- | ----------- |
| 1948.       | 548         |             |
| 1953.       | 539         |             |
| 1961.       | 475         |             |
| 1971.       | 471         |             |
| 1981.       | 453         |             |
| 1991.       | 398         | 393         |
| 2002.       | 388         | 393         |

| Етнички састав према попису из 2002.‍ | Етнички састав према попису из 2002.‍ | Етнички састав према попису из 2002.‍ | Етнички састав према попису из 2002.‍ | Етнички састав према попису из 2002.‍ |
| ------------------------------------ | ------------------------------------ | ------------------------------------ | ------------------------------------ | ------------------------------------ |
|                                      |                                      |                                      |                                      |                                      |
| Срби                                 | Срби                                 |                                      | 383                                  | 98,71%                               |
| Црногорци                            | Црногорци                            |                                      | 1                                    | 0,25%                                |
| Румуни                               | Румуни                               |                                      | 1                                    | 0,25%                                |
| непознато                            | непознато                            |                                      | 3                                    | 0,77%                                |

| Година пописа     | 1948. | 1953. | 1961. | 1971. | 1981. | 1991. | 2002. |
| ----------------- | ----- | ----- | ----- | ----- | ----- | ----- | ----- |
| Број домаћинстава | 90    | 96    | 103   | 108   | 116   | 107   | 110   |

| Број чланова      | 1  | 2  | 3  | 4  | 5  | 6  | 7 | 8 | 9 | 10 и више | Просек |
| ----------------- | -- | -- | -- | -- | -- | -- | - | - | - | --------- | ------ |
| Број домаћинстава | 24 | 18 | 12 | 16 | 16 | 21 | 2 | 1 | 0 | 0         | 3,53   |

| Пол    | Укупно | Неожењен/Неудата | Ожењен/Удата | Удовац/Удовица | Разведен/Разведена | Непознато |
| ------ | ------ | ---------------- | ------------ | -------------- | ------------------ | --------- |
| Мушки  | 166    | 42               | 114          | 6              | 3                  | 1         |
| Женски | 170    | 24               | 112          | 27             | 7                  | 0         |
| УКУПНО | 336    | 66               | 226          | 33             | 10                 | 1         |

| Пол    | Укупно                    | Пољопривреда, лов и шумарство | Рибарство                            | Вађење руде и камена | Прерађивачка индустрија       |
| ------ | ------------------------- | ----------------------------- | ------------------------------------ | -------------------- | ----------------------------- |
| Мушки  | 117                       | 78                            | 0                                    | 0                    | 19                            |
| Женски | 104                       | 82                            | 0                                    | 1                    | 11                            |
| УКУПНО | 221                       | 160                           | 0                                    | 1                    | 30                            |
| Пол    | Производња и снабдевање   | Грађевинарство                | Трговина                             | Хотели и ресторани   | Саобраћај, складиштење и везе |
| Мушки  | 2                         | 1                             | 5                                    | 0                    | 4                             |
| Женски | 0                         | 0                             | 4                                    | 0                    | 0                             |
| УКУПНО | 2                         | 1                             | 9                                    | 0                    | 4                             |
| Пол    | Финансијско посредовање   | Некретнине                    | Државна управа и одбрана             | Образовање           | Здравствени и социјални рад   |
| Мушки  | 0                         | 2                             | 1                                    | 0                    | 0                             |
| Женски | 0                         | 1                             | 1                                    | 2                    | 0                             |
| УКУПНО | 0                         | 3                             | 2                                    | 2                    | 0                             |
| Пол    | Остале услужне активности | Приватна домаћинства          | Екстериторијалне организације и тела | Непознато            | Непознато                     |
| Мушки  | 1                         | 0                             | 0                                    | 4                    | 4                             |
| Женски | 1                         | 0                             | 0                                    | 1                    | 1                             |
| УКУПНО | 2                         | 0                             | 0                                    | 5                    | 5                             |

## Галерија
- Табановић - Панорама
- Табановић - Панорама
- Табановић - Панорама
- Табановић - Панорама
- Табановић - Панорама
- Табановић - Панорама
- Табановић - Панорама